# ملتهمة الهيدروجين الباليرونية
ملتهمة الهيدروجين الباليرونية (الاسم العلمي: Hydrogenophaga palleronii) هي نوع من البكتيريا، سلبية الغرام، تتبع جنس ملتهمة الهيدروجين.